# 아시안 하이웨이 21호선
아시안 하이웨이 21호선(AH21)은 베트남의 꾸이년과 캄보디아의 시소폰을 오가는 아시안 하이웨이 노선이기도 하며 총 연장이 몇 km인지 정확히 알 수 없다. 또한 주요 경유지로는 베트남에는 쁠래이꾸가 있고, 캄보디아에는 반룽, 스퉁트렝, 프놈트벵메안체이, 시엠레아프 등이 있다.

## 경로
- 베트남
  - 꾸이년 항구 - 쁠래이꾸 - 리청현
- 캄보디아
  - O Yadav - 반룽 - 스퉁트렝 - 프놈트벵메안체이 - 시엠레아프 - 시소폰